# Stofskifte (eksperimentalfilm)
|  | Denne artikel er oprettet af botten Steenthbot ud fra en ekstern database. Den kan derfor have sproglige fejl eller mangler. Denne skabelon kan fjernes efter kontrol af indholdet. |

Stofskifte er en dansk eksperimentalfilm fra 1990 instrueret af Christian Skeel og Morten Skriver efter deres manuskript.

## Handling
Gør din egen lort til en guldklump, siger Jytte Abildstrøm, der viser rundt i sin kolonihave og formidler et elementært økologisk budskab. Helt uden moralsnak og løftede pegefingre taler Abildstrøm om spildevandet, om kompostering, læser digte op af Thøger Larsen, går til forelæsning om fraktal matematik, taler med gode venner og får sine tarme scannet! Med meget mere i dette uhøjtidelige og på én gang abstrakte og konkrete TV-program. Del af serien »Video- og TV-Laboratoriet 1990«.